# Tyrone Everett
Tyrone Everett (Filadelfia, 18 aprile 1953 – Filadelfia, 26 maggio 1977) è stato un pugile professionista statunitense; negli anni '70 è stato uno dei pugili più quotati nella divisione dei pesi leggeri junior. Il suo incontro più noto è la controversa sconfitta contro il campione dei pesi leggeri junior del World Boxing Council Alfredo Escalera il 30 novembre 1976. Everett è stato ucciso dalla sua ragazza il 26 maggio 1977, dopo che lei lo aveva trovato con un travestito.

## Carriera pugilistica
All'inizio dell'adolescenza, Everett fu ispirato a praticare il pugilato dopo che un ragazzo che abitava di fronte a casa Everett gli aveva mostrato un trofeo di pugilato che aveva vinto. Everett smise per un breve periodo dopo aver perso un incontro amatoriale contro Jerome Artis, ma Jimmy Arthur, che lo allenava, lo convinse a tornare in palestra.
Conosciuto come "La macchina cattiva", Everett era un mancino estremamente abile. L'Associated Press lo definì “un pugile classico, che utilizzava le corde, una potenza ingannevole e un abile contropiede”. Nel libro Filadelfia's Boxing Heritage 1876-1976, gli autori affermano che Everett “poteva fare tutto ciò che il campione Pernell Whitaker poteva fare, ed Everett era un pugile più duro”.
Everett è diventato professionista nel 1971 e alla fine ha guadagnato abbastanza soldi per comprare un bar, due appartamenti e una Cadillac. "I soldi sono l'unica ragione per cui combatto", disse una volta. “Amico, devi essere fuori di testa per dire che ti piace combattere. Chi vuole salire sul ring e farsi picchiare?”.
Sognava anche di vincere un titolo mondiale. “Mi vedo salire sul ring. Ho la cintura del campionato intorno alla vita... e le luci si abbassano, e i riflettori mi colpiscono. Esamino tutte le ragazze del pubblico che urlano: 'Whoo-eee, guardate Tyrone Everett'. Come posso perdere con tutte queste ragazze che mi urlano contro?”. Ha dichiarato Everett.
Il 30 novembre 1976 Everett affrontò Alfredo Escalera per il World Boxing Council Junior Lightweight Championship allo Spectrum di Filadelfia. Dopo quindici round, Escalara ottenne una vittoria molto controversa per differenza di punti contro l'astuto mancino. Tom Cushman del Filadelfia Daily News ha scritto:
"Tyrone Everett ha vinto ieri sera il titolo mondiale dei pesi leggeri junior. Lo ha vinto con un'esibizione vorticosa, artistica e coraggiosa che ha sfiorato i limiti della brillantezza. Tyrone era in piedi, orgoglioso, sanguinante nel suo angolo dopo i 15 round, in attesa che la cintura del campionato gli venisse drappeggiata intorno alla vita, quando gliel'hanno strappata. L'hanno ripulito così bene che è un miracolo che non gli abbiano preso le scarpe e i bauli insieme a tutto il resto".
Il veterano giudice di boxe Harold Lederman ha definito il verdetto come la decisione più controversa di tutti i tempi. Ha detto che “potrebbe essere la peggiore decisione della storia”.
Al momento della morte di Everett, era prevista una rivincita con Escalera a Porto Rico nel giugno 1977.
Everett, che aveva un record professionale di 36-1 con 20 KO, è stato inserito nella Pennsylvania Boxing Hall of Fame nel 2006.
Anche i suoi fratelli minori, Mike e Eddie Everett, erano pugili professionisti. In onore del loro fratello, ogni anno assegnano il premio “The Everett Brothers Award” a un eccezionale pugile dilettante di Filadelfia.

## Morte
Il 26 maggio 1977, Everett fu ucciso con un colpo di pistola dalla sua fidanzata, Carolyn McKendrick, dopo che lei era tornata a casa e lo aveva trovato con un travestito di nome Tyrone Price.
Everett fu trovato da solo in una camera da letto al secondo piano della casa della McKendrick. Morì pochi minuti dopo in ospedale per una ferita d'arma da fuoco alla testa. Il proiettile lo aveva colpito in faccia, era uscito dalla nuca, aveva attraversato una finestra ed era stato trovato sul marciapiede di fronte.
L'Associated Press ha riferito che pacchetti di eroina, marijuana e pillole non identificate furono trovate dalla polizia al piano di sotto, sul tavolo della sala da pranzo.
Everett viveva con la McKendrick nella sua casa a schiera a Filadelfia Sud. Era sposata ma separata. La McKendrick, madre di due figli, lasciò il marito dopo quasi tre anni nel 1974 e iniziò a frequentare Everett l'anno successivo.
Da quanto risulta, la McKendrick è stata vista uscire di casa con Price poco dopo l'omicidio.
Fu emesso un mandato di arresto per la McKendrick, che si recò al quartier generale della polizia con il suo avvocato e si costituì il 31 maggio. Fu accusata di omicidio, possesso di uno strumento per delinquere e possesso di eroina. Al momento dell'arresto, la McKendrick era libera in libertà vigilata dopo le condanne dell'anno precedente per possesso di armi e stupefacenti e per aver ricevuto oggetti rubati.
Price accettò di testimoniare contro la McKendrick in cambio della concessione dell'immunità.
Durante il processo, la McKendrick testimoniò di essere tornata a casa prima del previsto il 26 maggio, dopo aver aiutato la sorella in una commissione, e di aver trovato la porta chiusa da una catena. “Quando finalmente Tyrone si è affacciato alla porta, aveva il viso sudato, balbettava e la sua voce era nervosa”, ha detto. “L'ho seguito al piano di sopra, ho notato che il letto era in disordine e ho visto delle chiavi e degli spiccioli sul pavimento. Ma Tyrone ha negato che ci fosse qualcun altro in casa. Ma ho trovato Price nascosto nella camera dei miei figli”.
La donna ha raccontato alla corte di essersi sentita minacciata quando Everett ha alzato la mano e si è avvicinato a lei. La McKendrick ha detto di aver preso la sua pistola, che si trovava su una cassettiera, di aver sparato una volta e di essere scappata dalla stanza. “Non sapevo che il colpo avesse colpito Tyrone”, ha testimoniato. “Pensavo che stesse ancora venendo verso di me”.
La McKendrick affermò di temere Everett perché la picchiava regolarmente. "Mi picchiava almeno una volta ogni due settimane", dichiarò, "e le percosse diventavano più gravi man mano che lui diventava più famoso sul ring".
L'accusa sostenne che la McKendrick sparò a Everett per rabbia quando questi si rifiutò di rispondere alle controversie su chi fosse stato nel letto sfatto con lui.
Price si è presentato in tribunale indossando abiti femminili, orecchini e seni artificiali. Parlando con un'alta voce femminile, testimoniò di aver venduto droga per Everett e la McKendrick, che negò qualsiasi coinvolgimento con la droga.
Price negò le accuse della difesa di essere stato coinvolto sessualmente con Everett, ma disse alla corte che conosceva quattro omosessuali che dicevano di aver avuto rapporti sessuali con Everett.
Inoltre testimoniò che Everett provocò la McKendrick e cercò di colpirla prima di spararle, ma Price si frappose tra i due. Alla giuria dichiarò che la McKendrick lo colpì alla testa con la pistola e poi la puntò contro Everett.
Il 2 dicembre 1977, la McKendrick fu condannata per omicidio di terzo grado e possesso di uno strumento delittuoso, ma fu assolta dall'accusa di possesso di eroina. Una giuria di otto uomini e quattro donne deliberò per due ore e mezza prima di giungere alla decisione. Il 28 giugno 1979 è stata condannata a una pena da cinque a dieci anni di carcere.

## Tomba
Everett, che ha avuto quattro figli prima di morire e un altro dopo la sua morte, è stato sepolto in una tomba senza nome nel Cimitero di Eden a Collingdale, in Pennsylvania.
John DiSanto, un appassionato di lotta cresciuto a Filadelfia, nel 2005 si recò al cimitero di Eden per rendere omaggio alla tomba di Everett. “Ma non riuscivo a trovare la sua tomba”, ha detto DiSanto. “Poi ho visto che non c'era nessuna pietra o cartello dove era sepolto, solo erba. Ero rimasto colpito dalla sua storia e da circa un anno stavo realizzando un sito web dedicato alla storia della boxe di Filadelfia. Ho pensato che questo sarebbe stato un'estensione di quello che stavo facendo: onorare questi ragazzi con qualcosa di cui valesse la pena prendersi cura”.
Il sito web di DiSanto, PhillyBoxingHistory.com, ha istituito un programma dedicato alla collocazione di lapidi sulle tombe non segnate dei pugili di Filadelfia. Everett è stato il primo ad essere ricordato.
Il 10 dicembre 2005 i membri della famiglia di Everett, sua madre, Doris, e i suoi fratelli, Mike e Eddie, erano presenti per la posa della lapide.